# James L. Quinn
James Leland Quinn (* 8. September 1875 in Emlenton, Venango County, Pennsylvania; † 12. November 1960 in Braddock, Pennsylvania) war ein US-amerikanischer Politiker. Zwischen 1935 und 1939 vertrat er den Bundesstaat Pennsylvania im US-Repräsentantenhaus.

## Werdegang
Im Jahr 1880 zog James Quinn mit seinen Eltern nach Braddock, wo er die St. Thomas School besuchte. Zwischen 1891 und 1896 arbeitete er als Zeitungsreporter. Im Jahr 1896 wurde er Eigentümer und Herausgeber der Zeitung Braddock Journal. Politisch schloss er sich der Demokratischen Partei an. Zwischen 1933 und 1935 gehörte er dem Repräsentantenhaus von Pennsylvania an.
Bei den Kongresswahlen des Jahres 1934 wurde Quinn im 31. Wahlbezirk von Pennsylvania in das US-Repräsentantenhaus in Washington, D.C. gewählt, wo er am 3. Januar 1935 die Nachfolge des Republikaners Melville Clyde Kelly antrat. Nach einer Wiederwahl konnte er bis zum 3. Januar 1939 zwei Legislaturperioden im Kongress absolvieren. Während dieser Zeit wurden dort weitere New-Deal-Gesetze der Roosevelt-Regierung verabschiedet. 1935 wurden erstmals die Bestimmungen des 20. Verfassungszusatzes angewendet, wonach die Legislaturperiode des Kongresses jeweils am 3. Januar endet bzw. beginnt.
Im Jahr 1938 wurde James Quinn nicht wiedergewählt. Nach dem Ende seiner Zeit im US-Repräsentantenhaus betätigte er sich wieder in der Zeitungsbranche. Er starb am 12. November 1960 in Braddock, wo er auch beigesetzt wurde.